# 毛足铁线蕨
毛足铁线蕨（学名：Adiantum bonatianum）为铁线蕨科铁线蕨属下的一个种。